# Liste der Biografien/Palo
Liste der Biografien |
Portal Biografien |
Personensuche
# |
A |
B |
C |
D |
E |
F |
G |
H |
I |
J |
K |
L |
M |
N |
O |
P |
Q |
R |
S |
T |
U |
V |
W |
X |
Y |
Z |
?
 
Pa |
Pc |
Pe |
Pf |
Ph |
Pi |
Pj |
Pk |
Pl |
Pm |
Pn |
Po |
Pr |
Ps |
Pt |
Pu |
Pv |
Pw |
Py
 
Paa |
Pab |
Pac |
Pad |
Pae |
Paf |
Pag |
Pah |
Pai |
Paj |
Pak |
Pal |
Pam |
Pan |
Pao |
Pap |
Paq |
Par |
Pas |
Pat |
Pau |
Pav |
Paw |
Pax |
Pay |
Paz
 
Pala |
Palb |
Palc |
Pald |
Pale |
Palf |
Palg |
Palh |
Pali |
Palj |
Palk |
Pall |
Palm |
Paln |
Palo |
Palp |
Pals |
Palt |
Palu |
Palv |
Paly |
Palz
Die Liste der Biografien führt alle Personen auf, die in der deutschsprachigen Wikipedia einen Artikel haben. Dieses ist eine Teilliste mit 61 Einträgen von Personen, deren Namen mit den Buchstaben „Palo“ beginnt.

## Palo
- Palo, Davor (* 1985), dänischer Schachgroßmeister
- Palo, Marko (* 1967), finnischer Eishockeyspieler
- Palo, Tauno (1908–1982), finnischer Film- und Theaterschauspieler sowie Sänger
- Palo, Urve (* 1972), estnische Politikerin

### Paloc
- Palocci, Antonio (* 1960), brasilianischer Politiker (Partido dos Trabalhadores)
- Palócz, Endre (1911–1988), ungarischer Fechter
- Pálóczi Horváth, Ádam (1760–1820), ungarischer Volksmusiksammler, Dichter und Komponist
- Pálóczi Horváth, György (1908–1973), ungarisch-britischer Schriftsteller
- Pálóczi, Gyula (1962–2009), ungarischer Weit- und Dreispringer

### Palol
- Palol, Miquel de (* 1953), katalanischer Schriftsteller, der konsequent in katalanischer Sprache veröffentlicht
- Palol, Pedro de (1922–2006), spanischer Archäologe
- Palola, Olli (* 1988), finnischer Eishockeyspieler
- Palolahti, Ari (* 1968), finnischer Skilangläufer

### Palom
- Paloma, Gia (* 1984), US-amerikanische Pornodarstellerin und Schauspielerin
- Paloma, Paris (* 1999), britische Singer-Songwriterin und GitarristinParis Paloma (* 1999)

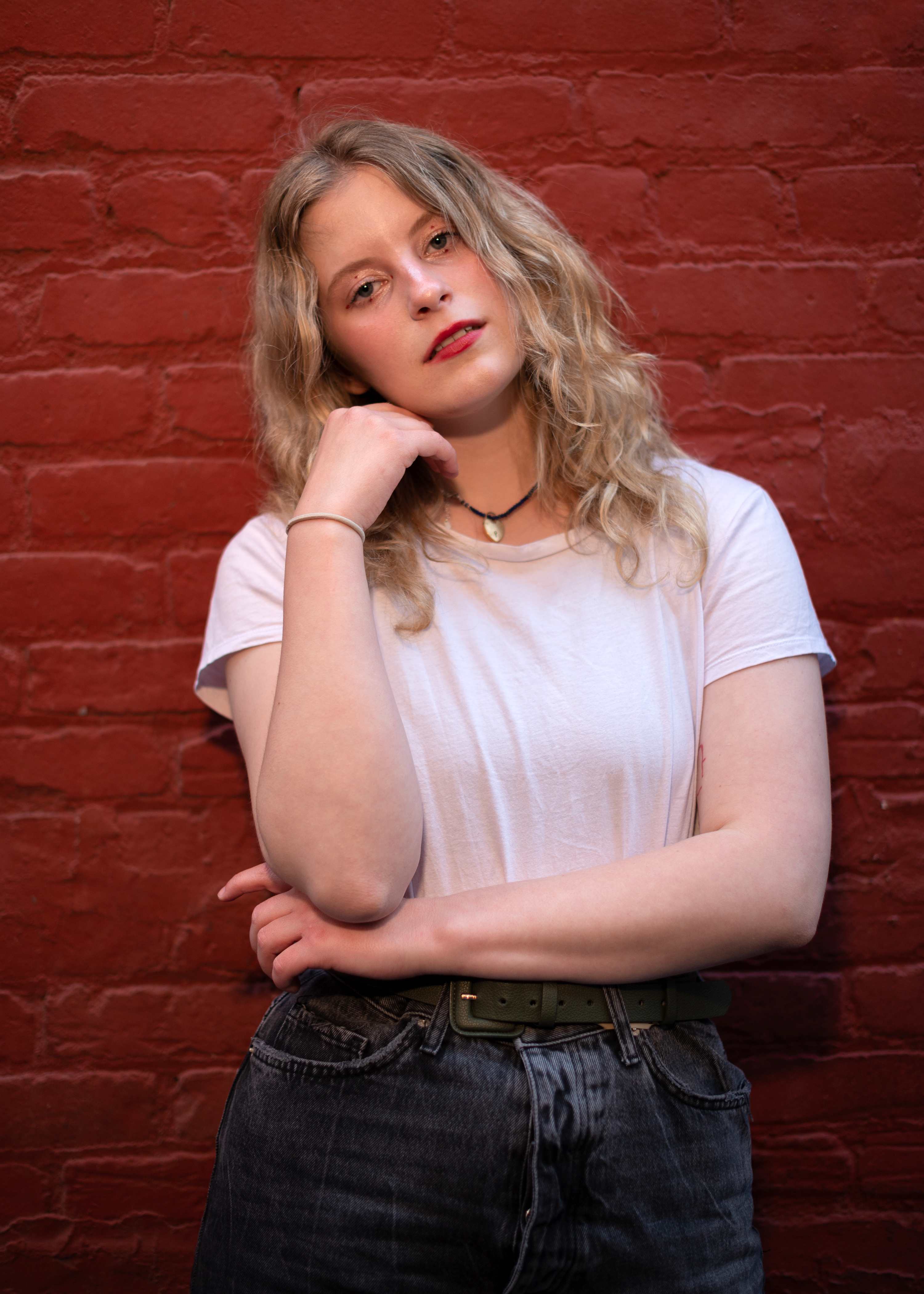
Paris Paloma (* 1999)

- Palomar Verea, Juan (* 1956), mexikanischer Architekt
- Palomar, Enric (* 1964), spanischer Komponist
- Palomares, Adrián (* 1976), spanischer Radrennfahrer
- Palomares, Joaquín (* 1962), spanischer Geiger und Musikpädagoge
- Palombella, Giacomo (1898–1977), italienischer Geistlicher, Erzbischof von Mateta
- Palombella, Massimo (* 1967), italienischer Geistlicher, früherer Leiter des Chors der Sixtinischen Kapelle
- Palombini, Joseph Friedrich von (1774–1850), napoleonischer General und später k. k. Feldmarschall-Lieutenant
- Palombini, Kraft von (1899–1976), deutscher Gutsbesitzer und Gegner des NS-Regimes
- Palombo, Angelo (* 1981), italienischer Fußballspieler
- Palombo, Eli, Großrabbiner in Konstantinopel (1780–1800)
- Palomeque, Agapo Luis, uruguayischer Politiker
- Palomeque, Diego (* 1993), kolumbianischer Sprinter
- Palomera, Lupita (1923–2009), mexikanische Sängerin
- Palomero, Josep (* 1953), spanischer Sprachwissenschaftler und Vizepräsident von der Valencianische Akademie der Sprache
- Paloméros, Jean-Paul (* 1953), französischer General, Supreme Allied Commander Transformation
- Palomini, Enrique, argentinischer Fußballtrainer
- Palomino Arias, Carlos (* 1972), peruanischer Politiker
- Palomino Morón, Juan (* 2001), spanischer Handballspieler
- Palomino, Antonio (1653–1726), spanischer Maler, Kunstschreiber und Geistlicher
- Palomino, Carlos (* 1949), mexikanischer Boxer
- Palomino, Julio (* 2001), peruanischer Leichtathlet
- Palomino, Ronald (* 1998), kolumbianischer Squashspieler
- Palomo Pineda, María (* 2000), spanische Handballspielerin
- Palomo, Lorenzo (1938–2024), spanischer Komponist

### Palon
- Palonder, Marcel (* 1964), slowakischer Sänger und Teilnehmer des Eurovision Song Contests
- Palonen, Kari (* 1947), finnischer Politikwissenschaftler und emeritierter Hochschullehrer
- Paloniemi, Santeri (* 1993), finnischer Skirennläufer

### Palop
- Palop, Andrés (* 1973), spanischer Fußballspieler

### Palos
- Palos, Dimi (1941–2018), griechischer Sänger (Tenor)
- Palos, Enrique (* 1986), mexikanischer Fußballspieler
- Pálos, Stephan (1922–2015), ungarischer Arzt für Traditionelle Chinesische Medizin, Sinologe und Tibetologe
- Pálos, Zsuzsa (* 1945), ungarische Schauspielerin und Synchronsprecherin
- Palosaari, Vilho (* 2004), finnischer Skispringer
- Paloschi, Alberto (* 1990), italienischer Fußballspieler
- Paloschi, Roque (* 1956), brasilianischer Geistlicher, römisch-katholischer Erzbischof von Porto Velho

### Palot
- Palotai, Károly (1935–2018), ungarischer Fußballspieler und -schiedsrichter
- Palotai, Oliver (* 1974), deutscher Rockmusiker (Keyboard)
- Palotás, József (1911–1957), ungarischer Ringer
- Palotás, Péter (1929–1967), ungarischer Fußballspieler
- Palotay, Sándor (1926–1979), ungarischer adventistischer Prediger
- Palotta, Grace († 1959), britische Schauspielerin und Schriftstellerin

### Palou
- Palou, Alex (* 1997), spanischer AutomobilrennfahrerAlex Palou (* 1997)

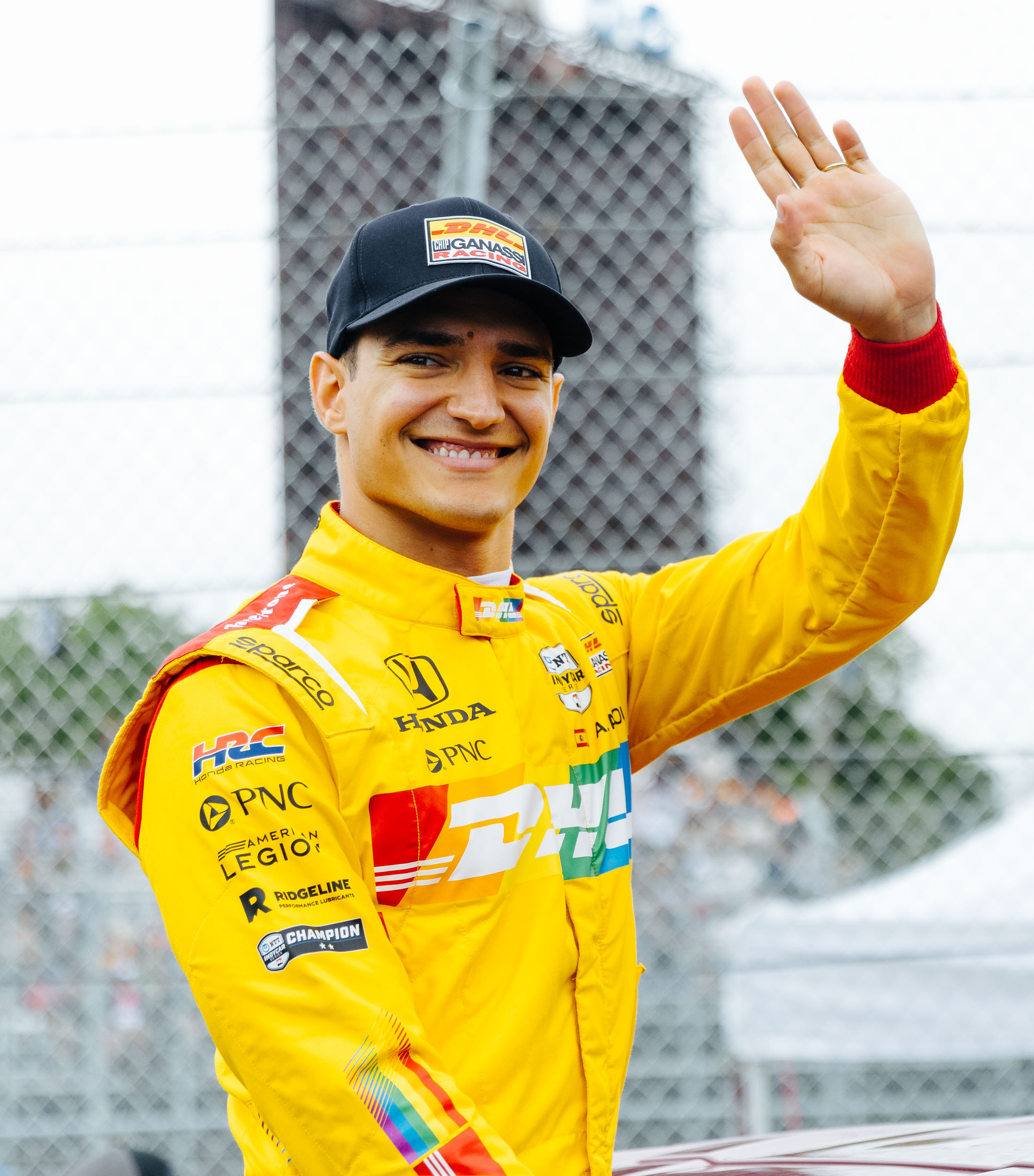
Alex Palou (* 1997)

- Palou, Claire (* 2001), französische Mittelstreckenläuferin
- Palouš, Jan (1888–1971), tschechischer Eishockeyspieler

### Palov
- Palová, Zora (1947–2025), slowakische Glaskünstlerin
- Palovesi, Eino (1904–1980), finnischer Politiker, Mitglied des Reichstags und Minister